# Gyöngyösi repülőtér
A Gyöngyös Pipishegy repülőtér Gyöngyöstől három kilométerre keletre fekszik. Évtizedekig katonai kiképző repülőtérként üzemelt, de napjainkban már elsősorban sportcélra használják. Több jelentős rendezvénynek is helyt adott, a rendszeresen megrendezett Gyöngyösi repülőnapokon kívül például a 2003-as EFOTT-ot is itt szervezték meg.
Közúti megközelítését a 24-es főútból a Pipishegyi Ipari Park felé letérő 24 133-as, majd az abból alig néhány méter után kiágazó 24 313-as számú mellékút biztosítja.

## További adatok
- Hívójel: Gyöngyös INFO
- Frekvencia: 121 410 MHz
- A felszállópálya 10%-os mértékben emelkedik 33-as irányban
- Csak nappali VFR repülés folytatható
- Hétvégeken vitorla üzem

## Története
A repülőteret a Pipis-hegyi, városi tulajdonú területen alakították ki a sportrepülés számára, a bővítés során az erdőgazdaság a hegy keleti részét adta át e célra. Ezzel egy időben helyiek megalakították a Mátravidéki Motor Nélküli Repülőosztályt (MOVERO). Az egyesületben készült modell és valódi vitorlázó-repülőgépeket a Pipis-hegyen szervezett repülőnapok keretében ismertették a nagyközönséggel. A repülőtér 1931-ben lett a MOVERO tulajdona.
A helyi mesteremberek néhány szakkönyv birtokában 1932-ben szakmai előképzettség nélkül kezdték el építeni a később Gyöngyös 33 néven ismertté vált, első magyar motor nélküli teljesítmény-repülőgépet, mely építésekor és azt követően is híressé vált.
A repülőtér 1938-1939 között élte fénykorát. Több száz pilótát képeztek ki ezalatt, azonban a második világháború kitörésével hadászati célokra rendelték alá a repülőteret, katonai felügyelettel.
A háború során keletkezett károk elhárítását követően a város pénzügyi támogatásával sikerült újraindítani a repülést, repülő-kiképzést.
1956 után a katonai kiképzésen kívüli kiképzések érdektelenné váltak és a repülőteret bezárták. Az 1960-as évek államosításával a Magyar Honvédség kezelésébe került, azonban a honvédség itt csupán raktár- és nem katonai bázist hozott létre. Később a raktárbázis mellett honvédségi üdülőtelepet alakítottak ki.
A repülőtér újraindítását 1979-ben Kóré Vilmos vezetésével egy lelkes, kb. 30 főből álló önkéntes csapat kezdte el. Kóré Vilmos eltökéltsége lelkesítette az ország különböző reptereiről származó önkénteseket, akik akkor bíztak benne, hogy egyszer ők is itt repülhetik a saját 5000 méterüket (a Gyémántkoszorús jelvény egyik feltétele). A táborban az addigra fákkal benőtt kifutópályát rendbe tették, azaz kivágták a fákat, bokrokat. Elhordták a köveket, illetve a legszükségesebb javításokat is elvégezték a hangárban és az épületekben, hogy a téli időszakban lehessen „hullámtáborként” működtetni. Kóré Vilmosnak és barátainak volt elsősorban köszönhető, hogy a reptér ettől fogva újra üzemelt, 1956 után először.
A Magyar Honvédelmi Szövetség (MHSZ) keretén belül 1984-ben ismét megszervezték a sport célú repülőoktatást. A helyi Repülőklub Gyöngyös az MHSZ tagszervezeteként használatra kapta meg a repülőteret, majd ezt követően a Sámson Holding adta bérbe a klubnak a területet. A vitorlázó és motoros szakosztállyal is rendelkező klub jelenleg is használója a területnek.
Több kísérlet volt arra, hogy a repülőtér a települési önkormányzat tulajdonába térítésmentesen visszakerüljön, és sportrepülőtérként üzemeljen tovább, azonban állami tulajdonú repülőteret csak a kormány egyetértésével lehet elidegeníteni. Így jogállása jelenleg nem nyilvános, állami repülések céljára szolgáló repülőtér.
A repülőtér körül biztonsági és zajgátló védőövezetet, illetve fokozottan zajos területeket jelöltek ki. A Magyar Honvédség a repülőteret jelenleg kiképzési célokra veszi igénybe, a jövőben az ez irányú használat gyakoriságát tervezik, a légierő igényeihez mérten.